# Вейовіс
Вейовіс, Ведіовіс, Ведіус (лат. Veiovis) — бог підземного світу в римлян, культ якого не набув великого поширення і був витіснений культом Діспатера.

## Історія
Був старим італійським або етруським божеством. Він ототожнювався з Аполлоном, з Юпітером у дитячі роки і також з Анти-Юпітером (тобто Юпітером Землі), як видно з латинської назви його ім'я. Вейовісу був посвячений храм між двома піками Капітолійського пагорба в Римі, де його статуя мала безбороду голову і в'язку стріл у правий руці. Вона стояла поряд із статуєю козла. Він був ймовірно заступник мандрівників і злочинців, що утекли. Жертви приносилися йому щорічно 7 березня, щоб віджахати його старих друзів.